# Kalt wie Blut
Kalt wie Blut (englischer Originaltitel: The Coldest Blood) ist ein 2006 (Deutsche Ausgabe: 2007) erschienener Kriminalroman des britischen Autors Jim Kelly.
Kalt wie Blut ist der vierte Teil der Serie um den Lokalreporter Philip Dryden. Kelly greift hier erneut auf sein Erfolgsrezept zurück, Jahrzehnte zurückliegende Verbrechen mit Ereignissen der Gegenwart zu verknüpfen.

## Handlung
Zwei Männer sterben im Abstand von nur wenigen Tagen. Offizielle Todesursachen sind Unfall und 
Selbstmord. Dryden vermutet Mord, zumal die Opfer einzige Belastungszeugen in einem bevorstehenden Prozess gegen die katholische Kirche sind, bei dem es um lange zurückliegende Misshandlungen in einem Waisenhaus geht. Bei seinen Ermittlungen stößt Dryden auf ein weiteres Mordmotiv: Die beiden Männer waren als Entlastungszeugen für ein Wiederaufnahmeverfahren vorgesehen, bei dem die Rehabilitierung und Haftentlassung eines vor 30 Jahren verurteilten Mörders verhandelt werden sollte.
Mühsam versucht Dryden, die Ereignisse zu rekonstruieren, die sich vor 30 Jahren in einem Ferienresort abgespielt haben. Langsam wird ihm klar, dass er als Zwölfjähriger – ohne es zu ahnen – selbst in die damaligen Geschehnisse verwickelt war. Im Zentrum scheint die attraktive Besitzerin der Anlage zu stehen, die Ehefrau des seit 30 Jahren einsitzenden mutmaßlichen Mörders.